# شهرستان لونوار (کارولینای شمالی)
شهرستان لونوار، کارولینای شمالی (به انگلیسی: Lenoir County, North Carolina) یک سکونتگاه مسکونی در ایالات متحده آمریکا است که در کارولینای شمالی واقع شده‌است.

## خصوصیات
شهرستان لونوار ۱٬۰۴۳٫۷۷ کیلومترمربع مساحت دارد.